# Pseudostenophylax melkor
Pseudostenophylax melkor is een schietmot uit de
familie Limnephilidae. De soort komt voor in het Oriëntaals gebied.